# Редукционизам
Редукционизам је схватање према којем је за објашњење неке појаве довољно навођење једне врсте чињеница, док се за друге сматра да су небитне. То се такође описује као интелектуална и филозофска позиција која тумачи сложен систем као збир његових делова.
Редукционизам подразумева одређену перспективу узрочности. У редукционистичким оквирима, појаве (феномени) које могу бити потпуно објашњене узајамним односом других, фундаменталних феномена називају се епифеномени. Сматра се да епифеномени немају узрочно дејство на фундаменталне феномене.
Редукционистичке позиције у филозофији укључују: уверење да су ментални описи истинити факти само на основу чињеница понашања (бихевиоризам), да су тврдње о спољном свету учињене истинитим помоћу чињеница о структури искуства (феноменализам), да су тврдње о моралним питањима заиста реалне тврдње о чињеницама природе (натурализам) и многе друге.

## Дефиниција
Оксфордски компањон за филозофију сугерише да је редукционизам „један од најчешће коришћених и злоупотребљаваних термина у филозофском лексикону“ и предлаже троделну поделу:
1. Онтолошки редукционизам: веровање да се целина стварности састоји од минималног броја делова.
2. Методолошки редукционизам: научни покушај да се пружи објашњење у терминима све мањих ентитета.
3. Теоријски редукционизам: сугестија да новија теорија не замењује или апсорбује старију, већ је своди на основне појмове. Сама редукција теорије је дељива на три дела: превод, извођење и објашњење.[5]

Редукционизам се може применити на било коју појаву, укључујући објекте, проблеме, објашњења, теорије и значења.
За науку, примена методолошког редукционизма покушава да објасни читаве системе у смислу њихових појединачних, саставних делова и њихових интеракција. На пример, температура гаса се смањује на ништа више од просечне кинетичке енергије његових молекула у покрету. Томас Нагел и други говоре о 'психофизичком редукционизму' (покушај свођења психолошких феномена на физику и хемију) и 'физичко-хемијском редукционизму' (покушај свођења биологије на физику и хемију). У веома поједностављеном и понекад спорном облику, за редукционизам се каже да имплицира да систем није ништа друго до збир његових делова. Међутим, нијансираније мишљење је да је систем у потпуности састављен од својих делова, али ће систем имати особине које ниједан део нема (што је, у суштини, основа емергентизма). „Поента механичких објашњења је обично да се покаже како карактеристике вишег нивоа произилазе из делова.“
Низ другачијих дефиниција користе други аутори. На пример, оно што Џон Полкингхорн назива 'концептуалним' или 'епистемолошким' редукционизмом је дефиниција коју су дали Сајмон Блекберн и Џегвон Ким: тај облик редукционизма који се тиче програма замене чињеница или ентитета укључени у једну врсту дискурса са другим чињеницама или ентитетима из другог типа, чиме се обезбеђује однос између њих. Ричард Џонс разликује онтолошки и епистемолошки редукционизам, тврдећи да многи онтолошки и епистемолошки редукционисти потврђују потребу за различитим концептима за различите степене сложености, афирмишући редукцију теорија.
Идеја редукционизма се може изразити „нивоима” објашњења, при чему се виши нивои могу свести ако је потребно на ниже нивое. Ова употреба нивоа разумевања делимично изражава наша људска ограничења у памћењу детаља. Међутим, „већина филозофа би инсистирала на томе да наша улога у концептуализацији стварности [наша потреба за хијерархијом „нивоа“ разумевања] не мења чињеницу да различити нивои организације у стварности имају различита "својства".“
Редукционизам треба разликовати од елиминационизма: редукционисти не поричу постојање феномена, већ их објашњавају у терминима друге реалности; елиминационисти поричу постојање самих појава. На пример, елиминационисти поричу постојање живота својим објашњењем у смислу физичких и хемијских процеса.
Редукционизам не искључује постојање онога што би се могло назвати појавним феноменима, али подразумева способност да се те појаве потпуно разумеју у смислу процеса из којих су састављени. Ово редукционистичко схватање је веома различито од онтолошког или снажног емергентизма, који има за циљ да оно што се појављује у „настанку“ представља више од збира процеса из којих настаје, било у онтолошком смислу или у епистемолошком смислу. Неки физичари, међутим, тврде да су редукционизам и емергентизам комплементарни: оба су потребна да би се објаснили природни процеси.

## Типови
Већина филозофа оцртава три врсте редукционизма и антиредукционизма.

### Онтолошки редукционизам
Онтолошки редукционизам је веровање да је стварност састављена од минималног броја врста ентитета или супстанци. Ова тврдња је обично метафизичка и најчешће је облик монизма, који у ствари тврди да се сви објекти, својства и догађаји могу свести на једну супстанцу. (Дуалиста који је онтолошки редукциониста би веровао да се све може свести на две супстанце — као један од могућих примера, дуалистa би могао тврдити да је стварност састављена од „материје“ и „духа“.)
Ричард Џонс дели онтолошки редукционизам на два: редукционизам супстанци (нпр. свођење ума на материју) и смањење броја структура које делују у природи (нпр. редукција једне физичке силе на другу). Ово омогућава научницима и филозофима да афирмишу прво док су антиредукционисти у погледу другог.
Ненси Марфи је тврдила да постоје две врсте онтолошког редукционизма: онај који тврди да целине нису ништа више од својих делова; и атомистички редукционизам, тврдећи да целине нису „заиста стварне”. Она признаје да је фраза „заиста стваран” очигледно бесмислена, али је покушала да објасни наводну разлику између то двоје.
Онтолошки редукционизам негира идеју о онтолошком настанку и тврди да је настанак епистемолошки феномен који постоји само кроз анализу или опис система, а не постоји у основи.

### Методолошки редукционизам
Методолошки редукционизам је став да је најбоља научна стратегија покушати свести објашњења на најмање могуће ентитете. У биолошком контексту, ово значи покушај да се све биолошке појаве објасне у смислу њихових основних биохемијских и молекуларних процеса. Тврдња о ефикасности је демонстрирана да је ген – јединица класичног наслеђа – дезоксирибонуклеинска киселина (ДНК), макро-молекул.

### Теорија редукционизма
Редукција теорије је процес којим општија теорија апсорбује посебну теорију. На пример, и Кеплерови закони о кретању планета и Галилејеве теорије кретања формулисане за земаљске објекте су сведене на Њутнове теорије механике јер је сва моћ објашњења првих садржана у потоњим. Штавише, смањење се сматра корисним јер је Њутнова механика општија теорија—то јест, објашњава више догађаја од Галилејевог или Кеплеровог. Поред научних теорија, редукција теорије уопштеније може бити процес којим једно објашњење обухвата друго.

## У религији
Религијски редукционизам генерално покушава да објасни религију објашњавајући је у терминима нерелигијских узрока. Неколико примера редукционистичких објашњења за присуство религије су: да се религија може свести на људске концепције исправног и погрешног, да је религија у основи примитиван покушај контроле нашег окружења, да је религија начин да се објасни постојање физичког света, и да религија даје побољшану способност преживљавања за чланове групе и тако је ојачана природном селекцијом. Антрополози Едвард Бернет Тајлор и Џејмс Џорџ Фрејзер користили су неке религиозне редукционистичке аргументе.

## У филозофији
Концепт узрочности надоле представља алтернативу редукционизму унутар филозофије. Ово мишљење развијају, између осталих, Питер Бог Андерсен, Клаус Емех, Нилс Ол Фајнмен и Педер Вотман Кристијансен. Ови филозофи истражују начине на које се може говорити о феноменима на већем нивоу организације који врше каузални утицај на мањем нивоу, и откривају да су неки, али не сви предложени типови силазне узрочности, компатибилни са науком. Конкретно, они сматрају да је ограничење један од начина на који узрочна веза наниже може да делује. Појам узрочности као ограничења је такође истражен као начин да се баци светло на научне концепте као што су самоорганизација, природна селекција, прилагођавање и контрола.

### Слободна воља
Филозофи просветитељства радили су на томе да изолују људску слободну вољу од редукционизма. Декарт је одвојио материјални свет механичке нужности од света менталне слободне воље. Немачки филозофи су увели концепт „ноуменалног“ царства које није вођено детерминистичким законима „феноменалне“ природе, где је сваки догађај потпуно одређен ланцима узрочности. Најутицајнија формулација била је Имануела Канта, који је направио разлику између каузалног детерминистичког оквира који ум намеће свету – феноменалног царства – и света какав постоји за себе, ноуменалног царства, које је, како је веровао, укључивало слободну вољу. Да би теологију изоловали од редукционизма, немачки теолози из 19. века после просветитељства, посебно Фридрих Шлајермахер и Албрехт Ричл, користили су романтичарску методу заснивања религије на људском духу, тако да је човеков осећај или сензибилитет за духовне ствари оно што обухвата религију.

### Узрочност
Најчешћа филозофска схватања узрочности укључују њено свођење на неку збирку не-узрочних чињеница. Противници ових редукционистичких ставова дали су аргументе да су некаузалне чињенице у питању недовољне да би се утврдиле узрочне чињенице.

## Критика

### Антиредукционизам
Контраст редукционизму је холизам или емергентизам. Холизам је идеја да, у целини, предмети могу имати својства, позната као емергентна својства, која се не могу објаснити збиром њихових делова. Принцип холизма је сажето сажео Аристотел у Метафизици: „Целина је више од збира њених делова“.

### Фрагментализам
Алтернативни термин за онтолошки редукционизам је фрагментализам, који се често користи у пејоративном смислу. Антиреалисти користе термин фрагментализам у аргументима да свет не постоји од одвојивих ентитета, већ да се састоји од целина. На пример, заговорници ове идеје тврде да:
Линеарни детерминистички приступ природи и технологији промовисао је фрагментирану перцепцију стварности и губитак способности предвиђања, адекватног вредновања, у свој њиховој сложености, глобалних криза у екологији, цивилизацији и образовању.
Термин фрагментализам се обично примењује на редукционистичке начине мишљења, често са сродним пејоративним термином сцијентизам. Ова употреба је популарна међу неким еколошким активистима:
Сада постоји потреба да се удаљимо од сцијентизма и идеологије узрочно-последичног детерминизма ка радикалном емпиризму, какав је предложио Вилијам Џејмс, као епистемологији науке.
Ове перспективе нису нове; током раног 20. века, Вилијам Џејмс је приметио да је рационалистичка наука наглашавала оно што је он назвао фрагментацијом и неповезаношћу.

Таква мишљења такође мотивишу многе критике научног метода:
Научни метод признаје само монофазну свест. Метод је специјализован систем који наглашава проучавање малих и карактеристичних делова у изолацији, што резултира фрагментираним знањем.

## Алтернативе
Развој системског мишљења је обезбедио методе које настоје да опишу питања на холистички, а не на редукционистички начин, и многи научници користе холистичку парадигму. Када се термини користе у научном контексту, холизам и редукционизам се првенствено односе на врсте модела или теорија које нуде ваљана објашњења природног света; научни метод фалсификовања хипотеза, провера емпиријских података у односу на теорију, углавном је непромењен, али метода води које теорије се разматрају.
У многим случајевима (као што је кинетичка теорија гасова), ако се добро разумеју компоненте система, могу се предвидети сва битна својства система у целини. У другим системима, посебно у вези са животом и појавним својствима живота (морфогенеза, аутопоеза и метаболизам), каже се да је појавна својства система скоро немогуће предвидети из познавања делова система. Теорија сложености проучава системе и својства овог другог типа.
Метафизика Алфреда Норта Вајтхеда супротстављала се редукционизму. Он то назива "заблудом депласиране конкретности". Његова шема је била да уоквири рационално, опште разумевање феномена, изведено из наше стварности.
Еколог Свен Ерик Јоргенсен износи и теоријске и практичне аргументе за холистички метод у одређеним темама науке, посебно екологије. Он тврди да су многи системи толико сложени да се никада не могу описати до потпуних детаља. По аналогији са Хајзенберговим принципом несигурности у физици, он тврди да се многи интересантни еколошки феномени не могу реплицирати у лабораторијским условима, па се стога не могу мерити или посматрати без промене система на неки начин. Он такође указује на важност међусобне повезаности у биолошким системима. Он сматра да наука може напредовати само постављањем питања на која се не може одговорити и коришћењем модела који не покушавају све да објасне у смислу мањих хијерархијских нивоа организације, већ их моделирају на скали самог система, узимајући у обзир неке (али не сви) фактори са нивоа виших и нижих у хијерархији.
У когнитивној психологији, Џорџ Кели је развио „конструктивни алтернативизам“ као облик психологије личног конструкта и алтернативу ономе што је сматрао „акумулативним фрагментализмом“. За ову теорију, знање се посматра као конструкција успешних менталних модела спољашњег света, а не као акумулација независних „грудица истине“.